# Mesapamea lugens
Mesapamea lugens là một loài bướm đêm trong họ Noctuidae.